# عايشة غاراد علي
عايشة غاراد علي هي عضوة جيبوتية في اللجنة الأوليمبية الدولية منذ عام 2012. ايضاً هي الرئيس الحالي للجنة الأولمبية الوطنية في جيبوتي منذ عام 2005 وكانت نائب رئيس اتحاد جيبوتي لكرة اليد في الفترة من 1987 إلى 1993.

## حياتها
ولدت عايشا غاراد علي في 28 ديسمبر 1966، حصلت علي شهادة كمعلمة رياضية في ابيدجان بساحل العاج في عام 1987.

## حياتها العملية
بدات غاراد مهنتها الرياضية كمعلمة رياضية في مرحلة ما بعد الثانوية في عام 1987. أصبحت مستشارة للكلية في عام 1993 ومديرة للمدرسة الرياضية في عام 1994.
بعيدا عن عملها الاكاديمي فانها أصبحت مدربة للفريق الوطني لكرة اليد واصبحت ايضاً مستشارة فنية لوزارة الشباب والرياضة في جيبوتي.
كانت غاراد عضوة بالعديد من المنظمات واللجان الرياضية، ففي الفترة من 1987 الي 1993 كانت نائبة لرئيس اتحاد جيبوتي لكرة اليد. وبعد ذلك أصبحت غاراد رئيسة للجنة الاوليبمية الوطنية في جيبوتي في عام 2005 وتم إعادة انتخابها في 2013 و 2017.
بعد تعيينها في اللجنة الاوليبية الدولية في عام 2012، انضمت غاراد الي العديد من اللجان الاوليمبية الدولية الاخري مثل لجنة التعليم الاوليبمي الرياضي للمراة، ايضاً في عام 2012 تم تعيين غاراد عضوة في مجلس إدارة التايكندو العالمي وتم انتخابها لفتره اخري في عام 2017.
حصلت غاراد علي العديد من الميداليات في دورة الألعاب الاوليمبية الصيفية للشباب في 2014 وايضا للفائزين بفريق كرة اليد للفتيات.

## روابط خارجية
- عايشة غاراد علي على موقع اللجنة الأولمبية الدولية (الإنجليزية)
- عايشة غاراد علي على موقع أوليمبيديا (الإنجليزية)